# Edmondo Bacci
Edmondo Bacci (Venezia, 21 luglio 1913 – Venezia, 16 ottobre 1978) è stato un pittore italiano.
Noto soprattutto per la serie di dipinti degli Avvenimenti, nel 1953 sottoscrisse il manifesto Lo spazialismo e la pittura Italiana nel sec. XX, redatto da Anton Giulio Ambrosini; si inserisce nella corrente informale dell'arte italiana del XX secolo.

## Biografia
Edmondo Bacci nacque a Venezia il 21 luglio 1913. Dopo aver frequentato la Scuola d'arte, dal 1932 al 1937 studiò all'Accademia di belle arti di Venezia, sotto la guida di Virgilio Guidi, Ettore Tito e Guido Cadorin. 

Nel 1934 iniziò le sue prime esposizioni presso la Fondazione Bevilacqua La Masa di Venezia e nel 1945 vi fu la sua prima personale alla Galleria del Cavallino di Venezia, collaborazione che continuerà poi per tutta la durata della sua carriera. Nel 1948 partecipò per la prima volta alla XXIV Biennale di Venezia e nel 1951 alla prima Biennale di Genova ed alla VI Quadriennale nazionale d'arte di Roma. Nel 1953 firmò il manifesto del Movimento spazialista, fondato da Lucio Fontana, e da allora partecipò con regolarità alle esposizioni dello Spazialismo, tra cui Espacialismo alla Galeria Bonino di Buenos Aires nel 1956.
Verso la metà degli anni Cinquanta Peggy Guggenheim rimase affascinata dalla sua pittura e ne divenne attiva sostenitrice. Nel 1956 Bacci tenne la sua prima personale negli Stati Uniti, alla Seventy-Five Gallery di New York. Nel 1957 espose alla Galleria del Naviglio di Milano, alla Galleria d'Arte Selecta di Roma ed alla Galleria La Cittadella di Ascona, Svizzera; nello stesso anno prese parte alla mostra Between Space and Earth alla Marlborough Gallery di Londra.
Nel 1958 gli venne dedicata una sala alla XXIV Biennale di Venezia. Negli anni Sessanta iniziò ad esporre regolarmente in varie gallerie in tutto il mondo, tra le quali varie in Germania, Inghilterra e Stati Uniti. Nel 1974 ottenne la cattedra di Pittura presso l'Accademia di belle arti di Venezia.
Bacci morì a Venezia il 16 ottobre 1978, a causa di un infarto.

## Esposizioni e mostre

### Collettive
- 1948: XXIV Biennale di Venezia, Sala 28 Italia, Venezia
- 1950: XXV Biennale di Venezia, Sala 36, Venezia
- 1951: VI Quadriennale Nazionale d'Arte, Palazzo delle Esposizioni, Roma
- 1952: XXVI Biennale di Venezia, Sala 14, Venezia
- 1953: VIII Premio Lissone Internazionale per la Pittura, Lissone
- 1954: XXVII Biennale di Venezia, Sala 15, Venezia
- 1956:
  - XXVIII Biennale di Venezia, Sala 29, Venezia
  - Spazialismo, Galleria del Naviglio, Milano
  - Recent European Acquisitions, MoMA, New York
  - Espacialismo, Galeria Bonino, Buenos Aires
- 1957:
  - Nuove tendenze dell'arte contemporanea, Galleria del Cavallino, Venezia
  - Between space and earth : trends in modern Italian art, Marlborough Fine Art, Londra
  - Contemporary Art: Acquisitions 1954 – 1957, Albright-Knox Art Gallery, Buffalo
- 1958: 
  - Ninth Exhibition - Recent Acquisitions from Local Collections, Contemporary Arts Center, Cincinnati
  - Pittsburgh Bicentennial International Exhibition of Contemporary Painting and Sculpture, Carnegie Museum of Art, Pittsburgh
- 1959: III Biennale dell'incisione italiana contemporanea, Fondazione Bevilacqua La Masa, Venezia
- 1960:
  - Mostra Internazionale di Arte Astratta, Museo civico, Prato
  - Nieuwe Europese School, G58 Hessenhuis, Anversa
- 1961:
  - Nouvelle École Européenne, Galerie Kasper, Losanna
  - IV Biennale dell'incisione italiana contemporanea, Fondazione Bevilacqua La Masa, Venezia
  - Neue italienische kunst, Galerie 59, Aschaffenburg
- 1963: "trigon 63" - Marelei und Plastik der Gegenwart aus Italien, Jugoslawien, Osterreich, Neue Galerie Graz, Graz
- 1964: 
  - Pittsburgh International Exhibition of Contemporary Painting and Sculpture, Carnegie Museum of Art, Pittsburgh
  - The Peggy Guggenheim Collection, Tate Gallery, Londra
- 1965: 
  - IX Quadriennale Nazionale d'Arte, Palazzo delle Esposizioni, Roma
  - 27 Artists From Italy, Columbia Museum of Art, Columbia
- 1966:
  - Thirty Artists From Italy, The Renaissance Society, Chicago
  - Il gioco degli artisti, 461ª mostra del Naviglio, Galleria del Naviglio, Milano
- 1969: XXVI Biennale Nazionale d'Arte Città di Milano, Palazzo della Permanente, Milano
- 1972: 
  - X Quadriennale Nazionale d'Arte, Situazione dell'Arte non figurativa, Palazzo delle Esposizioni, Roma
  - Grafica d'oggi, Ca'Pesaro, Venezia
- 1987: Spazialismo a Venezia, Fondazione Bevilacqua La Masa, Venezia
- 1988: Arte italiana del dopoguerra dai Musei Guggenheim, Palazzo Ducale, Mantova
- 1991: Maestri del Moderno. Opere degli anni cinquanta dalle collezioni di Ca' Pesaro, Fondazione Bevilacqua La Masa, Venezia
- 1998:
  - Three Collectors, Peggy Guggenheim Collection, Venezia
  - Peggy Guggenheim - A Centennial Celebration, Solomon R. Guggenheim Museum, New York
- 2000: Arte italiana del dopoguerra alla Collezione Peggy Guggenheim, Peggy Guggenheim Collection, Venezia
- 2002: Themes and Variations. Post-war Art from the Guggenheim Collections, Peggy Guggenheim Collection, Venezia
- 2005:
  - Informale - Jean Dubuffet e l'Arte Europea 1945-1970, Foro boario, Modena
  - De Afro a Vedova - La gráfica Italiana Contemporánea, Museo Genaro Pérez, Córdoba
- 2007:
  - Lo Spazialismo e l´apporto veneziano, Museo Arte Contemporanea, Acri
  - Exposition II - Selection D'oeuvres, Art Collection, Lussemburgo
- 2008:
  - Carlo Cardazzo - Una nuova visione dell’arte, Peggy Guggenheim Collection, Venezia
  - Exposition VI - Nouvel Accrochage, Art Collection, Lussemburgo
- 2009: 
  - Spazio Libro d’Artista, Palazzo Manganelli, Catania
  - Riccardo Licata e gli amici di Venezia e Parigi, Palazzo della Promotrice delle Belle Arti, Torino
- 2010:
  - Spazialismi. Riccardo Licata e la pittura a Venezia dal dopoguerra a oggi, Museo statale Ermitage, San Pietroburgo
  - Peggy e Solomon R. Guggenheim - le avanguardie dell’astrazione, Chiesa di San Marco, Vercelli
  - Peggy Guggenheim: a collection in Venice, Art Gallery of Western Australia, Perth
- 2012:
  - European Art: 1949-1979, Peggy Guggenheim Collection, Venezia
  - Great Moderns. Peggy Guggenheim Collection, Venice. Art of the Twentieth Century, Centro Cultural Palacio de La Moneda, Santiago del Cile
- 2018: Spazialisti a Venezia, Fondazione Bevilacqua La Masa, Venezia

### Personali
- 1955: Edmondo Bacci, 206ª mostra del Naviglio, Galleria del Naviglio, Milano
- 1957: Edmondo Bacci, 252ª mostra del Naviglio, Galleria del Naviglio, Milano
- 1958: XXIX Biennale di Venezia, Edmondo Bacci, Venezia
- 1961: Edmondo Bacci, 344ª mostra del Naviglio, Galleria del Naviglio, Milano
- 1965: Edmondo Bacci, 415ª mostra del Naviglio, Galleria del Naviglio, Milano
- 1989: 
  - Edmondo Bacci, op. grafica, 989ª mostra al Cavallino, Galleria del Cavallino, Venezia
  - Edmondo Bacci : Universi del colore, Fondazione Bevilacqua La Masa, Venezia
- 1992: Edmondo Bacci, 1011ª mostra al Cavallino, Mostra del Cinquentenario, Galleria del Cavallino, Venezia
- 2006: Bacci e Morandis: spazialismi a confronto, Musei civici, Treviso
- 2020: Edmondo Bacci, Peggy Guggenheim Collection, Venezia
- 2023: Edmondo Bacci. L'energia della luce, Fondazione Querini Stampalia, Venezia

## Opere nelle collezioni

### Italia
- Avvenimento #247 - 1956, tempera grassa e sabbia su tela, Peggy Guggenheim Collection, Venezia
- Avvenimenti - 1957, tempera su tela, Gallerie d'Italia - Milano, Milano
- Avvenimento #72 - 1959, litografia a colori, Ca'Pesaro, Venezia
- Avvenimento #1L - 1961, litografia a colori, Ca'Pesaro, Venezia
- Avvenimento #292 (Incontro) - 1961, tempera grassa su tela, Peggy Guggenheim Collection, Venezia
- Composizione - 1961, olio su tela, Gallerie d'Italia - Milano, Milano
- Avvenimento #393 - 1962, olio su tela, Pinacoteca civica Francesco Podesti, Ancona
- Avvenimento #381 - 1962, tempera grassa su tela, Collezione della Fondazione di Venezia, Venezia
- Spazialità - litografia, Fondazione Cassamarca, Treviso

### Estero
- Fabbrica - 1950, tempera grassa e carboncino su carta intelata, Solomon R. Guggenheim Museum, New York, Stati Uniti
- Incidente #13R - 1953, tempera su tela, Museum of Modern Art, New York, Stati Uniti
- Avvenimento #27 - 1954, tempera grassa su tela, Solomon R. Guggenheim Museum, New York, Stati Uniti
- Avvenimento #331 - 1955, olio su tela, Art, Design & Architecture Museum, Goleta, Stati Uniti
- Avvenimento #103 - 1955, olio su tela, Albright-Knox Art Gallery, Buffalo, Stati Uniti
- Avvenimento #13 - 1957, litografia, Cincinnati Art Museum, Cincinnati, Stati Uniti
- Avvenimento #299 - 1958, tempera grassa e sabbia su tela, Palm Springs Art Museum, Palm Springs, Stati Uniti
- Senza titolo - 1961, tempera grassa e gesso su tela montata su tavola, Solomon R. Guggenheim Museum, New York, Stati Uniti
- Senza titolo - 1962, tempera e carboncino su carta, Solomon R. Guggenheim Museum, New York, Stati Uniti